# Nelsinho Rosa
Nélson Rosa Martins – noto come Nelsinho Rosa – (Rio de Janeiro, 8 dicembre 1937 – Tijuca, 16 maggio 2023) è stato un calciatore e allenatore di calcio brasiliano, di ruolo centrocampista.

## Carriera
Ha guidato la Nazionale saudita nella Coppa d'Asia 1992 (ottenendo il secondo posto) e nella Coppa re Fahd 1992.

## Palmarès

### Giocatore

#### Competizioni statali
- Campionato Carioca: 2

Flamengo: 1963, 1965

### Allenatore

#### Competizioni statali
- Campionato Carioca: 1

Fluminense: 1985